# Squadra costaricana di Coppa Davis
La squadra costaricana di Coppa Davis rappresenta la Costa Rica nella Coppa Davis, ed è posta sotto l'egida della Federación Costarricense de Tenis.
La squadra ha esordito nel 1990 e ad oggi il suo miglior risultato è il raggiungimento del Gruppo II della zona Americana.

## Organico 2019
Vengono di seguito illustrati i convocati per ogni singolo turno della Coppa Davis 2019. A sinistra dei nomi la nazione affrontata e il risultato finale. Fra parentesi accanto ai nomi, il ranking del giocatore nel momento della disputa degli incontri (la "d" indica che il ranking corrisponde alla specialità del doppio).
| Gruppo III - Round Robin | Gruppo III - Round Robin                                                                        |
| Porto Rico (2–1)         | Rodrigo Crespo Piedra (f.r.*) Jesse Flores (f.r.*) Pablo Núñez (f.r.*) Sebastian Quiros (f.r.*) |
| ------------------------ | ----------------------------------------------------------------------------------------------- |

| Gruppo III - Round Robin | Gruppo III - Round Robin                                                                        |
| Antigua e Barbuda (2–1)  | Rodrigo Crespo Piedra (f.r.*) Jesse Flores (f.r.*) Pablo Núñez (f.r.*) Sebastian Quiros (f.r.*) |
| ------------------------ | ----------------------------------------------------------------------------------------------- |

| Gruppo III - Round Robin | Gruppo III - Round Robin                                                                        |
| Bahamas (3–0)            | Rodrigo Crespo Piedra (f.r.*) Jesse Flores (f.r.*) Pablo Núñez (f.r.*) Sebastian Quiros (f.r.*) |
| ------------------------ | ----------------------------------------------------------------------------------------------- |

| Gruppo III - Round Robin      | Gruppo III - Round Robin                                                                        |
| Isole Vergini Americane (3–0) | Rodrigo Crespo Piedra (f.r.*) Jesse Flores (f.r.*) Pablo Núñez (f.r.*) Sebastian Quiros (f.r.*) |
| ----------------------------- | ----------------------------------------------------------------------------------------------- |

| Gruppo III - Playoff 1º–4º Posto | Gruppo III - Playoff 1º–4º Posto                                                                |
| Giamaica (2–0)                   | Rodrigo Crespo Piedra (f.r.*) Jesse Flores (f.r.*) Pablo Núñez (f.r.*) Sebastian Quiros (f.r.*) |
| -------------------------------- | ----------------------------------------------------------------------------------------------- |

* f.r. = Fuori Ranking

## Risultati
= Incontro del Gruppo Mondiale

### 2010-2019
| Anno | Turno                           | Data         | Sede                    | Avversario              | Punteggio | Esito     |
| ---- | ------------------------------- | ------------ | ----------------------- | ----------------------- | --------- | --------- |
| 2010 | Gruppo III, Round Robin         | 7 luglio     | San Juan (PRI)          | Haiti                   | 1–2       | Sconfitta |
| 2010 | Gruppo III, Round Robin         | 8 luglio     | San Juan (PRI)          | Bermuda                 | 2–1       | Vittoria  |
| 2010 | Gruppo III, Round Robin         | 9 giugno     | San Juan (PRI)          | Porto Rico              | 0–3       | Sconfitta |
| 2010 | Gruppo III, Playoff             | 11 giugno    | San Juan (PRI)          | Aruba                   | 2–1       | Vittoria  |
| 2010 | Gruppo III, Playoff             | 11 giugno    | San Juan (PRI)          | Bermuda                 | NG        | NG        |
| 2011 | Gruppo III, Round Robin         | 15 giugno    | Santa Cruz (BOL)        | Giamaica                | 3–0       | Vittoria  |
| 2011 | Gruppo III, Round Robin         | 16 giugno    | Santa Cruz (BOL)        | Honduras                | 2–1       | Vittoria  |
| 2011 | Gruppo III, Round Robin         | 17 giugno    | Santa Cruz (BOL)        | Guatemala               | 0–3       | Sconfitta |
| 2011 | Gruppo III, Playoff 1º-4º posto | 18 giugno    | Santa Cruz (BOL)        | Barbados                | 0–3       | Sconfitta |
| 2011 | Gruppo III, Playoff 1º-4º posto | 19 giugno    | Santa Cruz (BOL)        | Bolivia                 | 0–3       | Sconfitta |
| 2011 | Gruppo III, Playoff 1º-4º posto | 19 giugno    | Santa Cruz (BOL)        | Guatemala               | NG        | NG        |
| 2012 | Gruppo III, Round Robin         | 18 giugno    | Trinidad e Tobago (TTO) | Giamaica                | 2–1       | Vittoria  |
| 2012 | Gruppo III, Round Robin         | 19 giugno    | Trinidad e Tobago (TTO) | Isole Vergini Americane | 3–0       | Vittoria  |
| 2012 | Gruppo III, Round Robin         | 21 giugno    | Trinidad e Tobago (TTO) | Panama                  | 3–0       | Vittoria  |
| 2012 | Gruppo III, Round Robin         | 22 giugno    | Trinidad e Tobago (TTO) | Bahamas                 | 0–3       | Sconfitta |
| 2012 | Gruppo III, Playoff 1º-4º posto | 23 giugno    | Trinidad e Tobago (TTO) | Guatemala               | 0–2       | Sconfitta |
| 2013 | Gruppo III, Round Robin         | 17 giugno    | La Paz (BOL)            | Bermuda                 | 2–1       | Vittoria  |
| 2013 | Gruppo III, Round Robin         | 18 giugno    | La Paz (BOL)            | Honduras                | 1–2       | Sconfitta |
| 2013 | Gruppo III, Round Robin         | 20 giugno    | La Paz (BOL)            | Panama                  | 3–0       | Vittoria  |
| 2013 | Gruppo III, Round Robin         | 21 giugno    | La Paz (BOL)            | Bahamas                 | 1–2       | Sconfitta |
| 2013 | Gruppo III, Playoff 1º-4º posto | 22 giugno    | La Paz (BOL)            | Bolivia                 | 0–2       | Sconfitta |
| 2014 | Gruppo III, Round Robin         | 2 giugno     | Humacao (PRI)           | Trinidad e Tobago       | 3–0       | Vittoria  |
| 2014 | Gruppo III, Round Robin         | 4 giugno     | Humacao (PRI)           | Bermuda                 | 3–0       | Vittoria  |
| 2014 | Gruppo III, Round Robin         | 5 giugno     | Humacao (PRI)           | Giamaica                | 3–0       | Vittoria  |
| 2014 | Gruppo III, Round Robin         | 6 giugno     | Humacao (PRI)           | Porto Rico              | 1–2       | Sconfitta |
| 2014 | Gruppo III, Playoff 1º-4º posto | 7 giugno     | Humacao (PRI)           | Cuba                    | 2–1       | Vittoria  |
| 2015 | Gruppo II, 1º Turno             | 6-8 marzo    | Caracas (VEN)           | Venezuela               | 0–5       | Sconfitta |
| 2015 | Gruppo II, Playoff 2º Turno     | 17-19 luglio | San Juan (PRI)          | Porto Rico              | 0–5       | Sconfitta |
| 2016 | Gruppo III, Round Robin         | 11 luglio    | La Paz (BOL)            | Trinidad e Tobago       | 3–0       | Vittoria  |
| 2016 | Gruppo III, Round Robin         | 12 luglio    | La Paz (BOL)            | Bahamas                 | 1–2       | Sconfitta |
| 2016 | Gruppo III, Round Robin         | 14 luglio    | La Paz (BOL)            | Bermuda                 | 2–1       | Vittoria  |
| 2016 | Gruppo III, Round Robin         | 15 luglio    | La Paz (BOL)            | Honduras                | 2–1       | Vittoria  |
| 2016 | Gruppo III, Playoff 1º-4º posto | 16 luglio    | La Paz (BOL)            | Bolivia                 | 0–2       | Sconfitta |
| 2017 | Gruppo III, Round Robin         | 14 giugno    | Montevideo (URY)        | Panama                  | 3–0       | Vittoria  |
| 2017 | Gruppo III, Round Robin         | 15 giugno    | Montevideo (URY)        | Cuba                    | 2–1       | Vittoria  |
| 2017 | Gruppo III, Round Robin         | 16 giugno    | Montevideo (URY)        | Uruguay                 | 0–3       | Sconfitta |
| 2017 | Gruppo III, Playoff 1º-4º posto | 17 giugno    | Montevideo (URY)        | Porto Rico              | 1–2       | Sconfitta |
| 2018 | Gruppo III, Round Robin         | 30 maggio    | Escazú (CRC)            | Cuba                    | 3–0       | Vittoria  |
| 2018 | Gruppo III, Round Robin         | 31 maggio    | Escazú (CRC)            | Panama                  | 3–0       | Vittoria  |
| 2018 | Gruppo III, Round Robin         | 1 giugno     | Escazú (CRC)            | Paraguay                | 1–2       | Sconfitta |
| 2018 | Gruppo III, Playoff 1º-4º posto | 2 giugno     | Escazú (CRC)            | Bahamas                 | 1–2       | Sconfitta |
| 2019 | Gruppo III, Round Robin         | 17 giugno    | Escazú (CRC)            | Porto Rico              | 2–1       | Vittoria  |
| 2019 | Gruppo III, Round Robin         | 18 giugno    | Escazú (CRC)            | Antigua e Barbuda       | 2–1       | Vittoria  |
| 2019 | Gruppo III, Round Robin         | 19 giugno    | Escazú (CRC)            | Bahamas                 | 3–0       | Vittoria  |
| 2019 | Gruppo III, Round Robin         | 21 giugno    | Escazú (CRC)            | Isole Vergini Americane | 3–0       | Vittoria  |
| 2019 | Gruppo III, Playoff 1º-4º posto | 22 giugno    | Escazú (CRC)            | Giamaica                | 2–0       | Vittoria  |

## Andamento
La seguente tabella riflette l'andamento della squadra dal 1990 ad oggi.
| Pos.           | 90 | 91 | 92 | 93 | 94 | 95 | 96 | 97 | 98 | 99 | 00 | 01 | 02 | 03 | 04 | 05 | 06 | 07 | 08 | 09 | 10 | 11 | 12 | 13 | 14 | 15 | 16 | 17 | 18 | 19 |
| -------------- | -- | -- | -- | -- | -- | -- | -- | -- | -- | -- | -- | -- | -- | -- | -- | -- | -- | -- | -- | -- | -- | -- | -- | -- | -- | -- | -- | -- | -- | -- |
| Campione       |    |    |    |    |    |    |    |    |    |    |    |    |    |    |    |    |    |    |    |    |    |    |    |    |    |    |    |    |    |    |
| Finalista      |    |    |    |    |    |    |    |    |    |    |    |    |    |    |    |    |    |    |    |    |    |    |    |    |    |    |    |    |    |    |
| SF             |    |    |    |    |    |    |    |    |    |    |    |    |    |    |    |    |    |    |    |    |    |    |    |    |    |    |    |    |    |    |
| QF             |    |    |    |    |    |    |    |    |    |    |    |    |    |    |    |    |    |    |    |    |    |    |    |    |    |    |    |    |    |    |
| OF             |    |    |    |    |    |    |    |    |    |    |    |    |    |    |    |    |    |    |    |    |    |    |    |    |    |    |    |    |    |    |
| Qualificazioni | x  | x  | x  | x  | x  | x  | x  | x  | x  | x  | x  | x  | x  | x  | x  | x  | x  | x  | x  | x  | x  | x  | x  | x  | x  | x  | x  | x  | x  |    |
| Gruppo I       |    |    |    |    |    |    |    |    |    |    |    |    |    |    |    |    |    |    |    |    |    |    |    |    |    |    |    |    |    |    |
| Gruppo II      |    |    |    |    |    |    |    |    |    |    |    |    |    |    |    |    |    |    |    |    |    |    |    |    |    |    |    |    |    |    |
| Gruppo III     | x  | x  |    |    |    |    |    |    |    |    |    |    |    |    |    |    |    |    |    |    |    |    |    |    |    |    |    |    |    |    |
| Gruppo IV      | x  | x  | x  | x  | x  | x  | x  |    |    |    |    |    |    |    |    |    |    |    |    |    |    |    | x  | x  | x  | x  | x  | x  | x  | x  |

Legenda
- Campione: La squadra ha conquistato la Coppa Davis.
- Finalista: La squadra ha disputato e perso la finale.
- SF: La squadra è stata sconfitta in semifinale.
- QF: La squadra è stata sconfitta nei quarti di finale.
- OF: La squadra è stata sconfitta negli ottavi di finale (1º turno). Dal 2019 sostituito dal Round Robin.
- Qualificazioni: La squadra è stata sconfitta al turno di qualificazione. Istituito nel 2019.
- Gruppo I: La squadra ha partecipato al Gruppo I della propria zona di appartenenza.
- Gruppo II: La squadra ha partecipato al Gruppo II della propria zona di appartenenza.
- Gruppo III: La squadra ha partecipato al Gruppo III della propria zona di appartenenza.
- Gruppo IV: La squadra ha partecipato al Gruppo IV della propria zona di appartenenza.
- x: Ove presente, la x indica che in quel determinato anno, il Gruppo in questione non è esistito nella zona geografica di appartenenza della squadra.